# Ernst Nadherny
Ernst Nadherny, nome completo Ernst Julius Johann Franz Freiherr von Nadherny (Vienna, 28 dicembre 1885 – Vienna, 24 febbraio 1966), è stato un attore e cantante austriaco.

## Biografia
È stato il penultimo rappresentante della nobile famiglia austro-boema Nádherný. Suo padre, Franz von Nadherny (1853-1919) fu assessore alla camera di corte nell'Archivio di Stato Austriaco di Vienna; la madre, Anna Habit (1881-1913) era insegnante di pianoforte e canto. Dopo aver frequentato il liceo nella sua città natale, studia giurisprudenza all'Università di Vienna. Nel 1910, ad Amburgo, sposò Martha Merkel (1885-1940) che proveniva da una famiglia di mercanti di Monaco di Baviera, dalla quale avrà un figlio, Gunther (1916-1997) che sarà l'ultimo discendente della famiglia. Dopo la morte della prima moglie si sposerà una seconda volta con Amelie Panholzer (1903-1966), detta Lia.
Durante la prima guerra mondiale prestò servizio nell'esercito imperiale come luogotenente nell'artiglieria. Negli anni '20, contro la volontà della sua famiglia, iniziò la carriera artistica come attore teatrale e cantante di operetta. Al cinema debutta nel 1935 in un film di Henry Koster. L'anno seguente approda in Italia; Goffredo Alessandrini lo scrittura in un ruolo nel film Cavalleria. Dopo l'anschluss si reca a Karlsbad, dove recitò al Teatro Municipale; poi si sposta al Teatro Divadla Josefa Kajetána Tyla di Plzeň. La sua carriera si interrompe a causa di un grave incidente; rientra a Vienna e nel 1942 assunse la nomina di direttore del Wiener Bürgertheater. Nel 1953 Hubert Marischka lo riporta al cinema e l'anno seguente lavora con Luchino Visconti.
Dal 1958 compare anche in televisione, con un buon numero di telefilm, fino al 1965. Nel 1961 interpreta il compositore Franz Joseph Haydn nel telefilm di produzione statunitense The Magnificent Rebel, diretto da Georg Tressler.
È deceduto a Vienna nel 1966 all'età di 80 anni.

## Filmografia

### Cinema
- Tagebuch der Geliebten, regia di Henry Koster (1935)
- Cavalleria, regia di Goffredo Alessandrini (1936)
- Pensionato di ragazze (Madchenpensionat), regia di Géza von Bolváry (1936)
- Millionaire, regia di Karl Heinz Martin (1937)
- Hotel Sacher, regia di Erich Engel (1939)
- Canzone immortale (Immortal Waltz), regia di E. W. Emo (1939)
- Leinen aus Ireland, regia di Heinz Helbig (1939)
- Hochzeitsreise zu dritt, regia di Hubert Marischka (1939)
- Per tutta una vita (Ein leben lang), regia di Gustav Ucicky (1940)
- Wien 1910, regia di E. W. Emo (1943)
- Cuori che cantano (Schrammeln), regia di Géza von Bolváry (1944)
- Die perle von Tokay, regia di Hubert Marischka (1953)
- Der Verschwender, regia di Leopold Hainisch (1953)
- Senso, regia di Luchino Visconti (1954)
- Scherben bringen gluck, regia di Ernst Marischka (1957)
- Un posto in paradiso (Der veruntreute himmel), regia di Ernst Marischka (1958)
- Fersen vom ich, regia di Hans Grimm (1963)